# Condado de Hanson
El condado de Hanson (en inglés: Hanson County, South Dakota), fundado en 1873,  es uno de los 66 condados en el estado estadounidense de Dakota del Sur. En el 2000 el condado tenía una población de  3139 habitantes en una densidad poblacional de 3 personas por km². La sede del condado es Alexandria.

## Geografía
Según la Oficina del Censo, el condado tiene un área total de 1128 km² (435,5 mi²), de la cual 1126 km² (434,7 mi²) es tierra y 2 km² (0,8 mi²) es agua.

### Condados adyacentes
- Condado de Miner - norte
- Condado de McCook - este
- Condado de Hutchinson - sur
- Condado de Davison - oeste
- Condado de Sanborn - noroeste

## Demografía
En el 2000 la renta per cápita promedia del condado era de $33 049, y el ingreso promedio para una familia era de $39 500. El ingreso per cápita para el condado era de $14 778. En 2000 los hombres tenían un ingreso per cápita de $27 112 versus $20 216 para las mujeres. Alrededor del 16.60% de la población estaba bajo el umbral de pobreza nacional.
| 1900 | 1910 | 1920 | 1930 | 1940 | 1950 | 1960 | 1970 | 1980 | 1990 | 2000 | Est. 2008 |
| ---- | ---- | ---- | ---- | ---- | ---- | ---- | ---- | ---- | ---- | ---- | --------- |
| 4    | 6237 | 6202 | 6131 | 5400 | 4896 | 4584 | 3781 | 3415 | 2994 | 3139 | 3609      |

## Ciudades y pueblos
- Alexandria
- Emery
- Farmer
- Fulton

## Mayores autopistas
| - Interestatal 90 - Carretera Dakota del Sur 25 - Carretera Dakota del Sur 38 - Carretera Dakota del Sur 42 | - Carretera Dakota del Sur 262 |